# Charles Sapinaud de La Rairie
Charles Henri Félicité Sapinaud de La Rairie (La Gaubretière, 30 de diciembre de 1760- ibíd. 12 de agosto de 1829) barón y después conde de La Rairie, fue un militar francés y general del Ejército Católico y Real de la Vandea.

## Origen
Nacido en el castillo de Sourdis, en La Gaubretière, en 1760, se enlistó como cadete de caballería en el regimiento de Foix en 1778, llegando a ser teniente hasta su dimisión en 1789, siendo poco después elegido alcalde de La Gaubretière. 

## La Vendée
En marzo de 1793 se enlistó en las tropas rebeldes al estallar la Guerra de la Vendée, sirviendo bajo las órdenes de su tío Louis Célestin Sapinaud (1738-1793), señor de La Verrie, y este de Charles Augustin de Royrand (1731-1793). Su tío fue asesinado el 25 de julio, cerca de Chantonnay, Charles le sucedió al mando de su unidad. El 5 de noviembre Royrand murió a causa de sus heridas y el Ejército de Centro quedó al mando de Sapinaud. En octubre se unió al Giro de la Galerna, aunque se separó del resto de la horda rebelde tras la derrota de Le Mans (13 de diciembre), consiguiendo regresar por sus medios a la Vandea. Posteriormente, con Jean-Nicolas Stofflet (1753-1796), François de Charette (1763-1796) y Gaspard de Bernard de Marigny (1754-1794) combatió a las columnas infernales. 
En abril de 1794 los cuatro principales cabecillas rebeldes, antes mencionados, empezaron a colaborar en sus actividades. Sin embargo, rápidamente Charette y Stofflet entraron en conflicto con Marigny. En el posterior tribunal militar que se formó, Sapinaud se negó a votar por la ejecución de Marigny, pero este fue muerto por hombres de Stofflet el 10 de julio. A finales de año, los rebeldes iniciaron negociaciones que llevaron al Tratado de La Jaunaye del 17 de febrero de 1795, firmado por Charette y Sapinaud. Sin embargo, la paz era muy precaria y se rompe el 3 de octubre. Stofflet es capturado y fusilado el 25 de febrero de 1796 y Charette el 29 de marzo también es ejecutado. Con apenas un par de docenas de seguidores, Sapinaud firmó el Tratado de Nantes a finales de enero de ese año.
En 1797 contrajo matrimonio con Marie-Louise Charette. Una nueva rebelión vandeana estalló el 15 de octubre de 1799 y Sapinaud asumió el mando del ejército rebelde el 9 de noviembre. Tras el golpe de Estado del 18 de brumario los vandeanos y los chuanes iniciaron negociaciones en el mes de diciembre. Las condiciones ofrecidas por Napoleón Bonaparte (1769-1821) dividieron a los insurrectos, entre los que destacó Sapinaud por abogar por el apaciguamiento. Firmaría la Paz de Montfaucon el 18 de enero de 1800.

## Primera Restauración y los Cien Días

Escudo del conde (comte) La Rairie.

Catorce años después, al caer por primera vez Napoleón, Sapinaud era teniente general. Se sumaría a una nueva insurrección contra el Emperador de los Franceses durante los Cien Días, asumiendo el mando de los rebeldes el 10 de junio de 1815 tras la muerte de Louis de La Rochejaquelein (1777-1815). Renunció a los pocos días, siendo sucedido por Charles d'Autichamp (1770-1859). Tras la derrota en Rocheservière, el 19-20 de junio, se mostró partidario de la paz. El 26 de junio aceptó el armisticio que le ofrecía el general Jean Maximilien Lamarque (1770-1832).

## Segunda Restauración
Con la nueva Restauración fue nombrado comendador (1816) y caballero gran cruz de la Orden de San Luis (1823),, caballero de la Legión de Honor e inspector de la Guardia Nacional de la Vandea. El 1 de julio de 1820 se jubiló como teniente general y fue nombrado miembro del Consejo General de la Vandea, alcanzando a ser presidente del mismo entre 1822 y 1828, siendo reelegido en 1824 gracias a su elocuencia. En 1827 sería miembro de la Cámara de los Pares. Se mostraría leal a los Borbones hasta su muerte, en el castillo de Sourdis en 1829.